# Мировая серия 2016
Мировая серия 2016 года (англ. 2016 World Series) — решающая серия игр Главной лиги бейсбола в сезоне 2016 года, в которой встречаются чемпион Американской лиги «Кливленд Индианс» и победитель Национальной лиги «Чикаго Кабс». «Индианс» получили право быть хозяевами в двух первых матчах Мировой серии, после того, как команда звёзд Американской лиги выиграла со счётом 4:2 в Матче всех звёзд МЛБ 2016 года. В серии играют две команды, дольше всех не выигрывавшие чемпионское звание: последний раз «Индианс» попадали в Мировую серию в 1997 году, а побеждали — в 1948; «Кабс» играли в Мировой серии в 1945 году, а не побеждали в ней с 1908 года.
Серия завершилась победой «Чикаго Кабс», в решающей седьмой игре было сыграно 10 иннингов.

## Статистика
| Игра | Дата       | Результат                           | Место проведения | Время | Посещаемость |
| ---- | ---------- | ----------------------------------- | ---------------- | ----- | ------------ |
| 1    | 25 октября | Чикаго Кабс — Кливленд Индианс 0:6  | Прогрессив-филд  | 3:37  | 38 091       |
| 2    | 26 октября | Чикаго Кабс — Кливленд Индианс 5:1  | Прогрессив-филд  | 4:04  | 38 172       |
| 3    | 28 октября | Кливленд Индианс — Чикаго Кабс 1:0  | Ригли-филд       | 3:33  | 41 703       |
| 4    | 29 октября | Кливленд Индианс — Чикаго Кабс 7:2  | Ригли-филд       | 3:16  | 41 706       |
| 5    | 30 октября | Кливленд Индианс — Чикаго Кабс 2:3  | Ригли-филд       | 3:27  | 41 711       |
| 6    | 1 ноября   | Чикаго Кабс — Кливленд Индианс 9:3  | Прогрессив-филд  | 3:29  | 38 116       |
| 7    | 2 ноября   | Чикаго Кабс — Кливленд Индианс 8:7* | Прогрессив-филд  | 4:28  | 38 104       |

Примечание: * — дополнительный иннинг.